# Галапагос (національний парк)
Національний парк Гала́пагос (ісп. Parque National Galápagos) — національний парк на території Галапагоських островів, що управляється інститутом Національних парків (Institución Parque Nacional) Еквадору.
У 1959 року уряд Еквадору виділив 97 % площі суші Галапагоських островів для утворення першого національного парку країни. Решта 3 % розподіляється між населеними районами островів Санта-Крус, Сан-Крістобаль, Флореана та Ісабела. В 1971 Інститут Національних парків призначив першого керівника парку і 8 службовців, що працювали на острові Санта-Крус. В 1974 році було створено план управління парком, а кількість службовців зросла до 43 чоловік. В 1979 ЮНЕСКО оголосив Галапагоські острови об'єктом Світової спадщини, призначивши управління парку відповідальним за збереження і охорону природи островів. У 1986 році був створений морський резерв Галапагос, а Національний парк увійшов до Світової мережі біосферних заповідників через свою унікальну наукову і освітню вартості, яку потрібно зберегти навіки.

## Правила парку
Природа Галапагоських островів залишається добре збереженою, у багатьом завдяки суворим правилам Національного парку. Ці правила встановлюються службою національного парку, а їх виконання забезпечується штатом службовців парку.
- Ніякі рослини, тварини або їх залишки, так саме як і інші природні об'єкти, не можуть збиратися або навіть пересуватися з місця на місце (це включає раковини, кістки і шматки деревини).
- На острови забороняється завозити будь-які живі істоти, як і перевозити їх з острова на острів.
- На острови забороняється завозити будь-які продукти харчування.
- Забороняється торкатися або управляти тваринами.
- Забороняється годувати тварин. Це може бути небезпечним як для туристів, так і для соціальної поведінки самих тварин і їх звичок.
- Забороняється лякати тварин у їх місцях гніздування або відпочинку.
- Дозволяється ночувати виключно в межах позначених ділянок.
- Забороняється залишати будь-яке сміття на островах або викидати його з човнів.
- Забороняється перевертати каміння.
- Забороняється купувати сувеніри або об'єкти, зроблені із рослин або тварин островів.
- Забороняється відвідувати острови без супроводження офіційного гіда.
- Дозволяється відвідувати лише позначені райони островів.
- Слід проявляти відповідне відношення для збереження природних ресурсів.

Крім того, на острів забороняється заходити будь-яким комерційним суднам та суднам місткістю більше 90 пасажирів. Судна місткістю від 30 до 90 пасажирів повинні мати попередній дозвіл.
Ще одним типом відвідувачів є добровольці, що працюють на островах. Проте, для такого відвідування необхідно подавати прохання заздалегідь і отримувати дозвіл служби парку.